# На крилете на мечтите
„На крилете на мечтите“ (на полски: Na skrzydłach marzeń) е полски анимациен филм от 2013 година на режисьора Павлина Майда и Мачей Шнабел.
Първият полски филм, направен на метода fulldome.

## Сюжет
Внимание:  Текстът по-долу разкрива сюжета на произведението (или части от него)!
Филмът разказва за усилията на хората да се издигне до небето.

## Актьорски състав
- Данута Стенка – наратор